# Despachante aduaneiro
Um despachante aduaneiro é o profissional especializado no desembaraço de mercadorias que transitam por alfândegas (aduana).

## Portugal
Um despachante oficial em Portugal é um representante por conta de outrem, em qualquer parte do país e sob qualquer forma de representação, nos atos e formalidades previstos na legislação aduaneira, incluindo nas declarações e na promoção dos documentos respeitantes a mercadorias sujeitas a impostos especiais sobre o consumo e noutras declarações com implicações aduaneiras, ou cuja gestão ou recepção venha a ser atribuída à Direção-Geral das Alfândegas e dos Impostos Especiais sobre o Consumo.

## Brasil
No Brasil a figura do despachante aduaneiro é prevista na Classificação Brasileira de Ocupações sob o número 3422-10 e tem como função desembaraçar mercadorias e bagagens atuando junto a todos os órgãos envolvidos, tais como Receita Federal , anuentes e secretarias estaduais da fazenda.
Conforme sustenta a doutrina de Marcelo de Castro Ferreira e Diogo Bianchi Fazolo (Desembaraçando a História: Conjecturas sobre a Origem e Transformação dos Despachantes Aduaneiros Brasileiros desde 1808, Revista Direito Aduaneiro, Marítimo e Portuário, n.º 84, jan./fev. 2025), a origem da profissão de Despachante Aduaneiro no Brasil não decorre de práticas acessórias do comércio privado, tampouco é um desdobramento da figura do caixeiro. Trata-se, ao contrário, de uma função pública, nomeada, técnica e autônoma, cuja presença normativa pode ser identificada de forma clara já no início do século XIX.
As conclusões que aqui se apresentam são fruto da análise criteriosa de dezenas de atos legais contidos na Collecção das Leis do Império do Brasil, especialmente entre os anos de 1808 e 1850, além do estudo de documentos oficiais do Ministério da Fazenda, registros do Tesouro Nacional e fontes doutrinárias contemporâneas. Esta pesquisa interpreta juridicamente o papel institucional do despachante aduaneiro, apresentando uma narrativa técnica, histórica e normativa da evolução do cargo no contexto da formação do Estado aduaneiro brasileiro. 
A chegada da Corte portuguesa ao Brasil em 1808, liderada pelo Príncipe Regente Dom João, foi um dos mais notáveis movimentos geopolíticos do início do século XIX. Contrariando as caricaturas que o tratavam como indeciso ou passivo, Dom João demonstrou ser um estrategista de rara habilidade. Ao optar pela transferência da Corte para o Brasil, evitou o domínio de Napoleão sobre a totalidade do império português, assegurando a continuidade da autoridade régia em território aliado. A carta escrita por Napoleão Bonaparte à Imperatriz Josefina, na qual reconhece que Dom João foi o único monarca europeu a lhe escapar estrategicamente, é prova inequívoca do êxito dessa manobra diplomática e logística.
A abertura dos portos às nações amigas, por meio do alvará de 28 de janeiro de 1808, rompeu com o modelo do exclusivo colonial e lançou as bases para a constituição de um território aduaneiro. Ricardo Basaldúa conceitua o território aduaneiro como um espaço jurídico delimitado onde se aplicam, de maneira uniforme, as normas fiscais, administrativas e comerciais relativas ao ingresso e à saída de bens. O Brasil, ao cumprir os requisitos mínimos – alfândegas organizadas, normas tributárias, controle documental e jurisdição fiscal própria –, inaugura formalmente esse estatuto em 1808.
Um ano após a abertura dos portos, Dom João institui, por meio do Decreto de 7 de junho de 1809, o cargo de Despachante das Embarcações do porto do Rio de Janeiro. O primeiro nomeado foi Aleixo Paes Sardinha. A nomeação foi pessoal, autorizada pelo Príncipe Regente, e já indicava o caráter funcional do cargo: representar os interesses dos comerciantes junto à recém-estabelecida estrutura alfandegária. Ainda que sua remuneração fosse privada, sua função era pública: atuava como auxiliar do Estado na conformidade e fiscalização documental das operações comerciais. Desde o início, sua atuação envolvia três dimensões fundamentais: representação técnica junto às repartições públicas; preparação e entrega dos documentos exigidos pela legislação aduaneira; e acompanhamento físico da mercadoria desde a chegada ao porto até sua liberação. Essa atuação híbrida – pública em sua finalidade, privada em sua origem – conferiu ao despachante um status inédito: não era funcionário, mas agia com fé pública e responsabilidade legal perante a administração fazendária.
Entre 1811 e 1832, a atividade dos despachantes passou a ser regulamentada com crescente precisão. O Decreto de 27 de maio de 1811 exige que os despachos sejam feitos por despachantes abonados, cujos bilhetes fossem registrados no ato. Em 1816, uma portaria real determina o uso obrigatório de bilhetes numerados, e em 1818, outra portaria institui o modelo de bilhete duplo, sendo um entregue à alfândega e outro ao transportador. Em 1819, o Alvará Régio exige a comprovação do pagamento dos tributos antes da entrega das mercadorias. O Regulamento de 1820 detalha os dados obrigatórios nas declarações, como origem, peso e valor dos bens.
O Decreto de 19 de abril de 1826 estabelece prazos para os despachos, define penalidades e amplia as obrigações documentais dos despachantes. A Lei nº 26, de 24 de outubro de 1832, reformula a estrutura das alfândegas e institucionaliza o controle formal da função. O grande marco, no entanto, ocorre em 1836, com o Regulamento de 22 de junho: cria-se a matrícula oficial dos despachantes, classifica-se a profissão em graus (gerais e especiais), proíbe-se o exercício por terceiros não habilitados e estabelece-se a obrigatoriedade de renovação periódica dos registros.
O Regulamento de 23 de novembro de 1840, já sob Dom Pedro II, padroniza os procedimentos para habilitação e licenciamento dos despachantes. Em 1844, o regulamento da Fazenda define as categorias da profissão e cria os livros de matrícula com registros de habilitação. O Decreto de 14 de outubro de 1845 introduz a classificação dos despachantes por ordem. Em 1846, uma decisão do Tribunal do Tesouro Nacional isenta os despachantes do pagamento de emolumentos para as patentes, reforçando seu caráter funcional e não honorífico. O Regulamento de 15 de outubro de 1847 exige o arquivamento sistemático das vias dos despachos, formalizando o controle de rastreabilidade documental.
A promulgação do Código Comercial de 1850 (Lei n.º 556/1850) consolidou a figura do caixeiro como agente subordinado e interno do comerciante, voltado às operações privadas, sem função pública. Já o despachante, mesmo ainda não designado como “aduaneiro”, todavia “de alfândegas”, era reconhecido como representante técnico perante o Estado.
O Decreto n.º 2.647, de 19 de setembro de 1860, marca a consolidação dessa trajetória. Em seu Capítulo VII, regulamenta a figura do Despachante (e do Ajudante de Despachante), fixando os critérios para exercício da função, sua nomeação, fiança, conduta e responsabilidade. Com isso, encerra-se a trajetória da função tripla original de 1809, que havia acumulado tarefas de controle, representação e arrecadação, dando lugar a um modelo funcional especializado e institucionalizado.
Essa trajetória demonstra, conforme sustenta a doutrina, que o Despachante Aduaneiro não é fruto do improviso histórico, nem uma derivação do comércio privado, mas sim um agente originário da própria formação do território aduaneiro brasileiro, criado, moldado e legitimado pela estrutura do Estado.
Durante a segunda metade do século XIX, o despachante atuava nos grandes portos do Império — como Rio de Janeiro, Salvador, Recife, Belém e Santos — sendo figura presente e estratégica nas rotinas da importação e exportação de mercadorias. Seu papel era reconhecido pela Receita como essencial para o bom funcionamento da alfândega.
Com a Proclamação da República em 1889, e ao longo das primeiras décadas do século XX, o modelo imperial foi mantido, mas passou a conviver com pressões por organização de classe e maior normatização profissional. O exercício da função ainda dependia de nomeação formal e cadastro junto à Alfândega local, mas surgem as primeiras tentativas de associativismo — embriões dos sindicatos e federações da categoria.
Nas décadas de 1930 e 1940, com o fortalecimento da administração pública federal e a criação do Ministério da Fazenda como órgão centralizador, a fiscalização sobre os despachantes se intensifica. Já a partir da Consolidação das Leis do Trabalho (CLT), de 1943, a estrutura sindical brasileira permite o reconhecimento formal dos Sindicatos dos Despachantes Aduaneiros como representantes legais da categoria, o que impulsiona a defesa institucional da profissão.
A legislação moderna sobre despachantes aduaneiros vai ganhando corpo entre os anos 1950 e 1970, especialmente com a criação de registros profissionais, exigência de provas de habilitação, e participação em processos administrativos de comércio exterior. Em 1983, é criado o Registro de Despachantes Aduaneiros junto à Receita Federal, ampliando o controle técnico da atuação.
Já no final do século  XX, com a implantação do Siscomex, e no início do século XXI com a Nota Fiscal Eletrônica, o Portal Único de Comércio Exterior e a DUIMP, o papel do despachante aduaneiro se transforma profundamente. De intermediário documental, ele passa a ser também gestor de conformidade, analista de risco e articulador entre operadores privados e os sistemas públicos, em uma função de alta complexidade técnica.
Em 2009 a Receita Federal do Brasil alterou a regulamentação de atuação do despachante aduaneiro por meio do Decreto 6.759 de 5 de fevereiro de 2009, passando a exigir exame de qualificação técnica.
Os Despachantes Aduaneiros somente podem atuar mediante procuração outorgada pelos interessados (importadores, exportadores e viajantes procedentes do exterior) e após credenciamento específico no SISCOMEX – Sistema Integrado de Comércio Exterior.
A principal função do despachante aduaneiro é a formulação da declaração aduaneira de importação ou de exportação, que nada mais é que a proposição da destinação a ser dada aos bens submetidos ao controle aduaneiro, indicando o regime aduaneiro a aplicar às mercadorias e comunicando os elementos exigidos pela Aduana para aplicação desse regime.

Segundo Ferreira, Marcelo de Castro, “a trajetória do despachante aduaneiro brasileiro, desde Aleixo Paes Sardinha até os profissionais da era digital, confirma uma lição institucional: o Estado eficiente é aquele que integra saber técnico privado em sua engrenagem pública. O exemplo de Dom João VI, que venceu Napoleão com estratégia e previsibilidade, é o mesmo espírito institucional que sustenta a figura do despachante. Valorizá-lo não é um favor, é reconhecer uma construção doutrinária sólida, funcionalmente eficiente e historicamente legítima. O despachante aduaneiro é, desde 1809, a primeira ponte entre o Estado e o comércio. E continua sendo.”